# 许特布莱克
许特布莱克是德国石勒苏益格－荷尔斯泰因州的一个市镇。总面积2.75平方公里，总人口366人，其中男性187人，女性179人（2011年12月31日），人口密度133人/平方公里。